# Varjisån
Varjisån, (umesamiska Varggájuhkka) är en skogsälv i Norrbotten och Lappland och mynnar i Piteälven från vänster. Den utgör med sina över 80 km i längd och 1943 km² i avrinningsområde Piteälvens klart största biflöde.
Varjisån börjar med några mindre bäckar och små tjärnar nedanför bergen Daitavare, Udtjapuouta och Jårpåkvare och rinner sedan ut sjön i Kuollejaure, cirka 4 mil väster om Kåbdalis och cirka 5,5 mil norr om Arvidsjaur. Den rinner sedan genom ytterligare två sjöar Lill-Varjisträsket och Stor-Varjisträsket, där Inlandsbanan går tätt utmed sjöns norra sida med Varjisträsk järnvägsstation endast 25 meter från stranden. 
Viktiga biflöden är Sikån och Vitbäcken i det nedre loppet, båda från vänster. Varjisån mynnar sedan ut i Piteälven nedanför Storforsen, vid Bredsel. Varjisån har tidigare varit en flottningsled som anslöt till Piteälven.